# Eddy Seigneur
Eddy Seigneur (Beauvais, 15 februari 1969) is een voormalig Frans wielrenner. Seigneur was een uitstekende tijdrijder, hij werd viermaal Frans kampioen tijdrijden. Bovendien werd hij in 1995 ook Frans kampioen op de weg.  

## Carrière
Seigneur werd beroepswielrenner in 1992 en bleek al een echte hardrijder te zijn, die naast een heel goede tijdrit ook soms in etappes voor verrassingen kon zorgen. Seigneur won in zijn tweede jaar de Grote Prijs Rennes en etappes in de Vierdaagse van Duinkerken en de Ronde van de Oise. Een jaar later won Seigneur de etappe op de Champs Elysées in de Ronde van Frankrijk, een van de weinige keren in de recente tourgeschiedenis dat de slotrit niet in een massasprint eindigde. Eerder had Seigneur dat jaar al een etappe en het eindklassement in de Vierdaagse van Duinkerke gewonnen. Een jaar later werd hij Frans kampioen, maar zijn carrière raakte vervolgens in verval. Seigneur reed voor voornamelijk kleinere ploegen en won nog slechts een paar kleinere wedstrijden, al werd hij wel viervoudig Frans kampioen tijdrijden (1996, 2002-2004). Aan het eind van 2005 heeft hij een punt achter zijn loopbaan gezet. In 2007 werd hij ploegleider bij   de Franse wielerploeg Cofidis, in 2013 bij het Zwitserse IAM Cycling.

## Belangrijkste Overwinningen
1993
- GP Rennes

1994
- Eindklassement Vierdaagse van Duinkerke
- 21e etappe Ronde van Frankrijk

1995
- Frans kampioen op de weg, Elite

1996
- Eindklassement Ronde van Poitou-Charentes
- Frans kampioen tijdrijden, Elite

1997
- Eindklassement Omloop van Lotharingen

2002
- Frans kampioen tijdrijden, Elite

2003
- Frans kampioen tijdrijden, Elite

2004
- Frans kampioen tijdrijden, Elite

## Resultaten in voornaamste wedstrijden
| Jaar | Ronde van Italië | Ronde van Frankrijk | Ronde van Spanje |
| ---- | ---------------- | ------------------- | ---------------- |
| 1992 | 112e             |                     |                  |
| 1993 | opgave           |                     |                  |
| 1994 |                  | 51e (1)             |                  |
| 1995 |                  | opgave              | opgave           |
| 1996 |                  | opgave              |                  |
| 1998 |                  |                     |                  |

| Jaar | Milaan-San Remo | Gent-Wevelgem | Parijs-Roubaix | Luik-Bast.‑Luik |
| ---- | --------------- | ------------- | -------------- | --------------- |
| 1992 |                 |               |                |                 |
| 1993 |                 |               |                | 41e             |
| 1994 | 117e            |               | 35e            |                 |
| 1995 |                 |               |                |                 |
| 1996 |                 | 52e           |                |                 |
| 1998 |                 | 84e           |                |                 |